# Гедеон (архимандрит Иосифо-Волоцкого монастыря)
Гедеон (ок. 1801 — 1884) — архимандрит Иосифова Волоколамского монастыря Русской православной церкви.

## Биография
О детстве и мирской жизни отца Гедеона сведений практически не сохранилось, да и последующие биографические данные о нём очень скудны и отрывочны; известно лишь, что он родился в самом начале XIX века. 

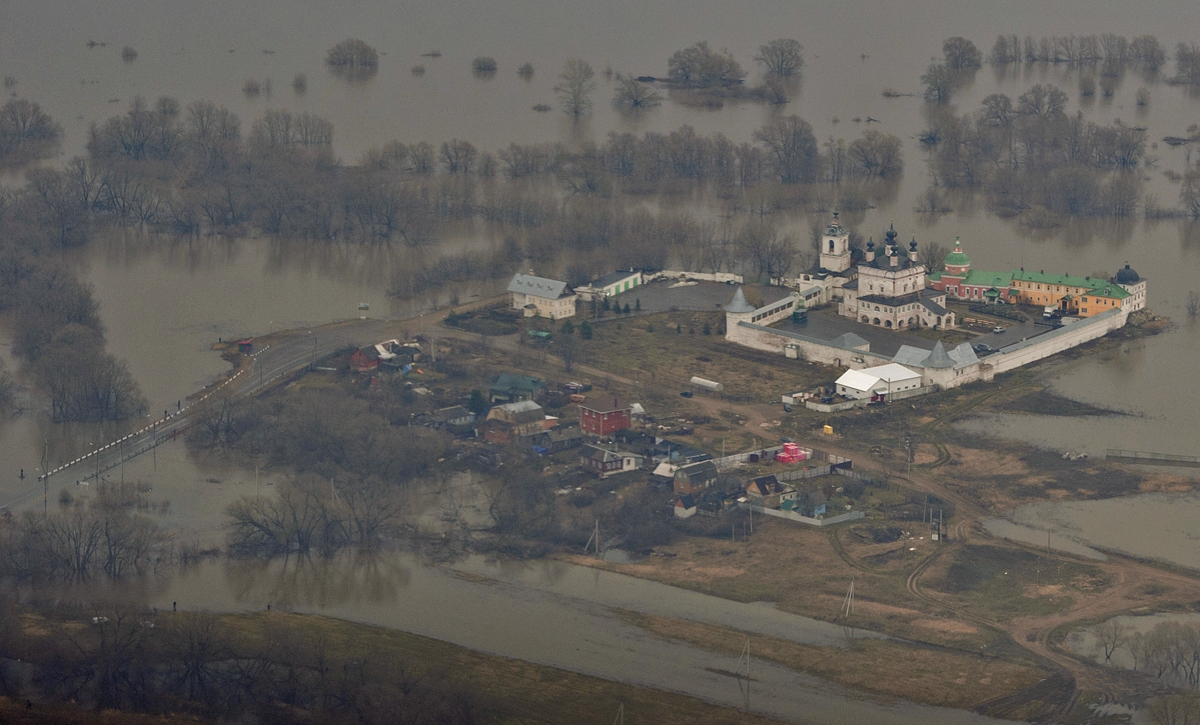
Белопесоцкий монастырь

С 1840 года он управлял Белопесоцким Троицким монастырем и в 1850 году был возведен в сан игумена. 
22 марта 1851 года Гедеон был назначен настоятелем Серпуховского Высоцкого монастыря с возведением в сан архимандрита. 
В октябре 1852 года он был переведен в Иосифо-Волоцкий монастырь. Он обновил монастырскую церковь Одигитрии и устроил при монастыре у колодца преподобного Иосифа скит с церковью Всех Святых. 
Архимандрит Гедеон был уволен на покой в 1883 году; 17 (29) апреля 1884 года он скончался в возрасте 83-х лет и был погребён на кладбище Иосифова монастыря.